# Капелла Сан-Сильвестро

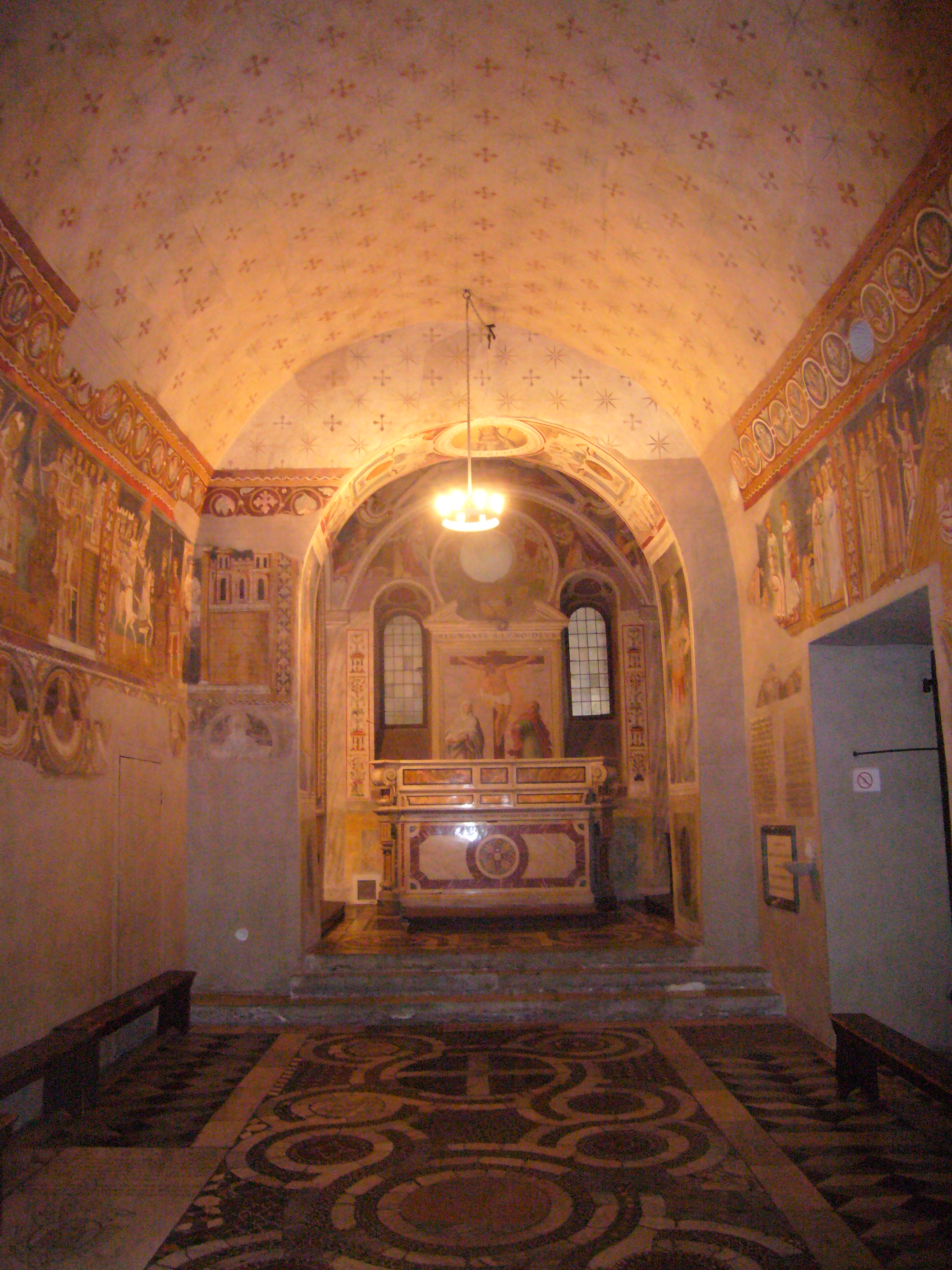
Общий вид капеллы Сан-Сильвестро

Капелла Сан-Сильвестро — капелла XIII века в римском монастырском комплексе Санти-Куаттро-Коронати. Известна циклом фресок, рассказывающих легенду о Константиновом даре.

## История
Капелла в честь святого Сильвестра I, папы Римского, была устроена в 1247 году по заказу кардинала Стефано Конти на первом этаже его дворца, примыкавшего к базилике Санти-Куаттро-Коронати. Для строительства капеллы были использованы восточная часть северного (правого) нефа разрушенной базилики Льва IV и северо-западный угол квадропортика. Строители сохранили арку квадропортика, превратив её в входную арку в пресвитерий.
Стены нефа капеллы были украшены циклом фресок, иллюстрирующих популярное в Средние века житие Сильвестра I, в котором папе приписывалось обращение в христианство Константина Великого, крещение последнего в баптистерии Латеранской базилики, обретение совместно со святой Еленой Животворящего креста в Иерусалиме и получение от императора в дар западной половины Римской империи (так называемый Константинов дар). Фрески имели важное политическое значение. В этот период своего апогея достигла борьба папства и империи: дважды отлучённый от Церкви император Фридрих II доминировал в Италии и угрожал Риму; папа Иннокентий IV, чьим наместником в Риме был Стефано Конти, бежал во Францию; на Лионском соборе Церковь анафематствовала Фридриха II. История Константинова дара демонстрировала правильные с точки зрения папства отношения светской и духовной власти: папы обладают светской властью над Римом, императоры безоговорочно признают себя папскими вассалами и обладают властью настолько, насколько папа готов её им передать. Предположительно, стены пресвитерия также были украшены фресками, но на менее злободневные темы: они иллюстрировали историю земной жизни Богородицы (не сохранились). Пол капеллы был украшен в стиле космати.
В апсиде были помещены две плиты с пространной надписью об освящении капеллы: 

AD LAUD(EM) D(E)I  O(MN)IP(OTENT)IS ET HONOR(EM) B(EAT)I SILV(EST)RI P(A)P(E)ET CON(FESSORI)S. DEDICATA E(ST) HEC CAPELLA P(ER) D(OMI)N(U)M RAYNALD(UM) OSTIEN(SEM) EP(ISCOPU)M  AD P(RE)CES D(OMI)NI STEPH(AN)I T(I)T(ULI) S(AN)C(T)E  M(ARI)E T(RA)NSTIB(ER)IM P(RES)B(YTE)RI  CARD(INALIS) Q(UI) CAPELLAM ET DOMOS EDIFICARI FECIT. IN NO(MIN)E D(OMI)NI AM(EN). ANNO D(OMI)NI MCCXLVI INDICTIO(N)E IIII FERIA VI ANTE PALMAS. T(EM)P(OR)E D(OMI)NI INNOCE(N)TII QUARTI  P(AP)E ANNO IIII. 

Перевод
Во славу Бога Всемогущего и в честь блаженного Сильвестра, папы и исповедника. Освящена сия капелла господином Райнальдом, епископом Остии. Устроены капелла и дом сей Стефаном, титулярным пресвитером Санта-Мария-ин-Трастевере. Во имя Господа. Аминь. Лето Господне 1246, четвёртого индикта, в пятницу перед Пальмовым воскресеньем, в четвёртый год папы Иннокентия IV

Затем в надписи перечисляются реликвии, помещённые под алтарём капеллы, и гарантируется индульгенция на один год и сорок дней тем верным, кто посетит капеллу в день её освящения (пятница перед Пальмовым воскресеньем) или в последующие семь дней. Поскольку смена календарного года в Риме происходила в то время на Пасху, упоминаемый в надписи 1246 год фактически является 1247.
В 1562 году комплекс Санти-Куаттро-Коронати был передан Пием IV августинкам для устройства приюта для девочек-сирот. В 1577 году Григорий XIII позволил римской гильдии резчиков по мрамору проводить в Сан-Сильвестро богослужения, так как Четыре увенчанных мученика считались покровителями скульпторов. В результате с 1577 года капеллой Сан-Сильвестро пользовались и августинки, и члены гильдии. На средства последних художником Рафаэллино Мотта да Реджо (умер в 1578 году) были выполнены новые фрески в пресвитерии, повествующие о мученичестве Четырёх святых. В 1624-1632 годах по заказу гильдии флорентиец Джованни Баттиста Ванни расписал свод в пресвитерии. 27 июня 1728 года папа Бенедикт XIII освятил вновь сооружённый алтарь в честь святого Сильвестра.
В течение XVI-XVIII веков между августинками и членами гильдии резчиков по мрамору периодически возникали конфликты, связанные с порядком использования капеллы двумя владельцами. Одним из следов этого конфликта является дверь, прорубленная в капеллу из первого внутреннего двора комплекса Санти-Куаттро-Коронати и позволившая членам гильдии посещать капеллу, не проходя через территорию монастыря. В 1794 году конфликт был разрешён Пием VI: капелла была физически разделена между двумя владельцами каменной стеной. Августинкам досталась незначительное пространство в западной части капеллы, где ими была обустроена исповедальня. Большая часть капеллы с алтарём досталась гильдии.
После секуляризации большей части комплекса в 1879 году капелла Сан-Сильвестро осталась полностью во владении августинок. В 1913 году Антонио Муньос произвёл реставрационные работы: удалил разделявшую капеллу перегородку и очистил фрески нефа, повествующие о Константиновом даре, от позднейших слоёв штукатурки. В 2006 году после очередной реставрации был вновь открыт доступ в капеллу для посетителей.

## Пресвитерий
Пресвитерий устроен в части бывшего квадропортика базилики Льва IV, а отделяющая его от основной части капеллы арка была в прошлом одной из арок квадропортика. Первоначальный вид пресвитерия XIII века не сохранился: предполагается, что он был украшен фресками, повествующими о жизни Богородицы.
После перехода капеллы к гильдии резчиков по мрамору (1577 год) пресвитерий был значительно перестроен и заново расписан. Фрески были выполнены до 1588 года (в этом году они упоминаются в письменных источниках), а их автором традиционно считают Рафаэллино Мотта да Реджо (умер в 1578 году). Предполагается, что большая часть росписей была выполнена до смерти основного автора, а затем работу завершал один из его помощников, чем и объясняется разница в технике верхней и нижней частей фресок. На северной (левой) стене пресвитерия изображена сцена мученичества римских солдат, отказавшихся приносить жертву Асклепию (см. Четыре увенчанных мученика). На южной (правой) стене представлена казнь сирмийских скульпторов (их, заключённых в свинцовые ящики, бросают в реку).
Росписи восточной стены (над алтарём) и свода были выполнены в 1624-1632 годах флорентийцем Джованни Баттиста Ванни. Непосредственно за алтарём изображено Распятие с предстоящими Богородицей и Иоанном Богословом, а выше — сцена Благовещения. В центре свода четыре ангела поддерживают изображение благословляющего Христа, а ниже представлены четыре евангелиста и четыре римских солдата-мученика, держащие в руках рабочие инструменты скульпторов.

## Неф и его фрески

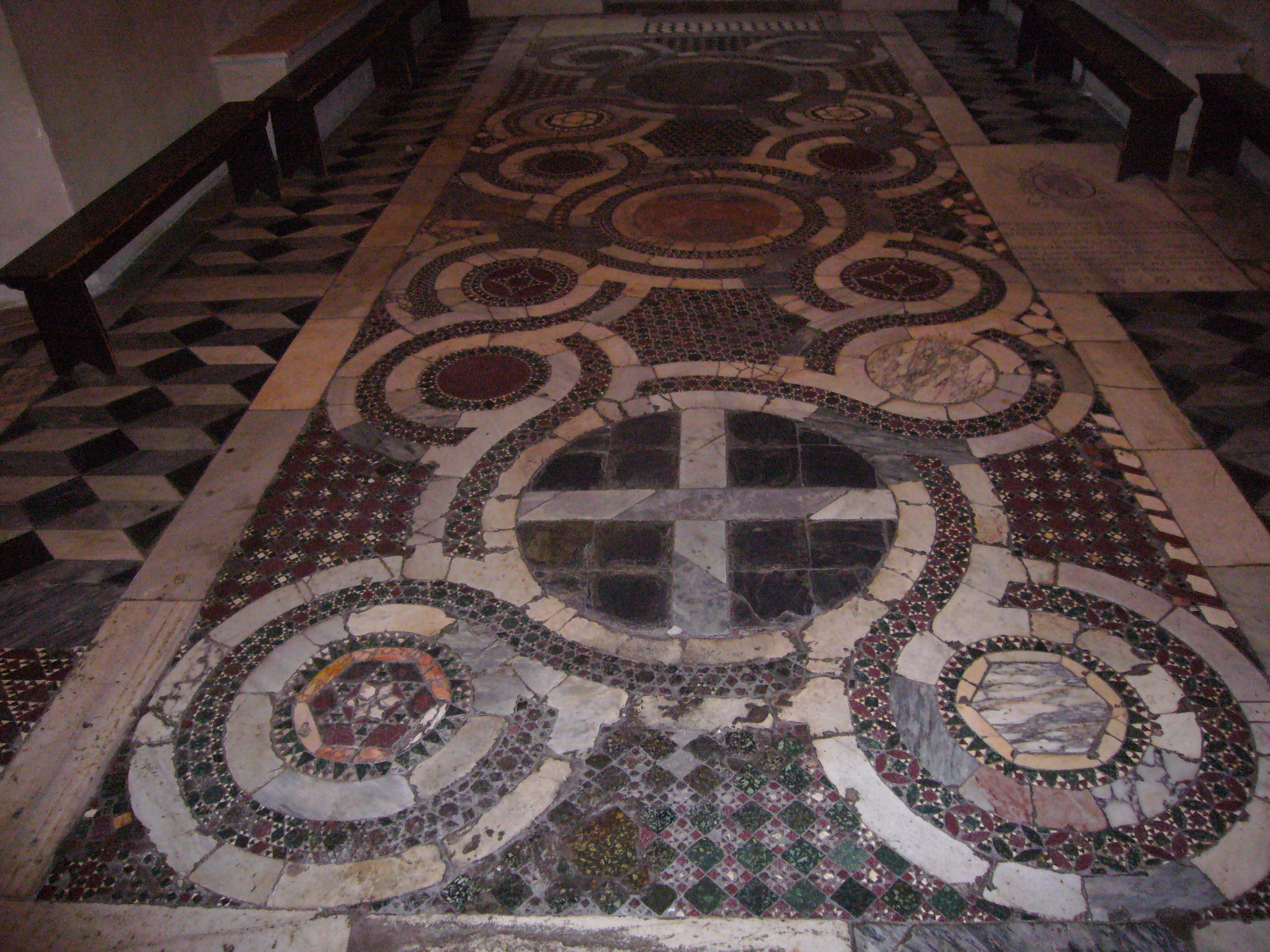
Фрагмент пола космати в капелле

Неф капеллы был обустроен в восточной части бывшего северного (правого) нефа базилики Льва IV. В значительной части неф сохранил свой первоначальный вид XIII века: пол выполнен в стиле космати, свод покрыт многочисленными красными и зелёными восьмиконечными звёздами на белом фоне, что должно напоминать о небе. Фрески нижнего регистра стен не сохранились; предположительно, они имитировали мрамор или занавеси. Средний регистр стен представлял собой череду из двадцати семи медальонов пророков и ветхозаветных святых, держащих в руках свитки с библейскими текстами, указывающими на будущее пришествие в мир Сына Божия. В настоящее время можно видеть только часть медальонов, имена святых и тексты на свитках не сохранились, но в 1637 году все они были зарисованы Антонио Эклиссе.
Верхний ряд фресок, иллюстрирующий средневековое житие папы Сильвестра I, достаточно хорошо сохранился. Они выполнены до 1247 года неизвестным художником по заказу кардинала Стефано Конти и иллюстрируют злободневную тему о превосходстве пап над императорской властью. Собственно история Константинова дара занимает западную (заднюю) и северную (левую) стену капеллы; на южной (правой) стене изображены три сцены, включаемые в то время в житие Сильвестра, но тематически не связаны с даром.
- Западная (задняя) стена.
  - Император Константин болен проказой и получил от жрецов Капитолийского храма Юпитера указание для своего исцеления принять ванну из крови невинных младенцев. Многочисленные христианки с детьми умоляют императора отказаться от такого ужасного действа.
  - Во сне императору являются два мужа с нимбами и указывают ему найти и просить об исцелении папу Сильвестра.
  - Три всадника (посланники Константина) направляются к папе.

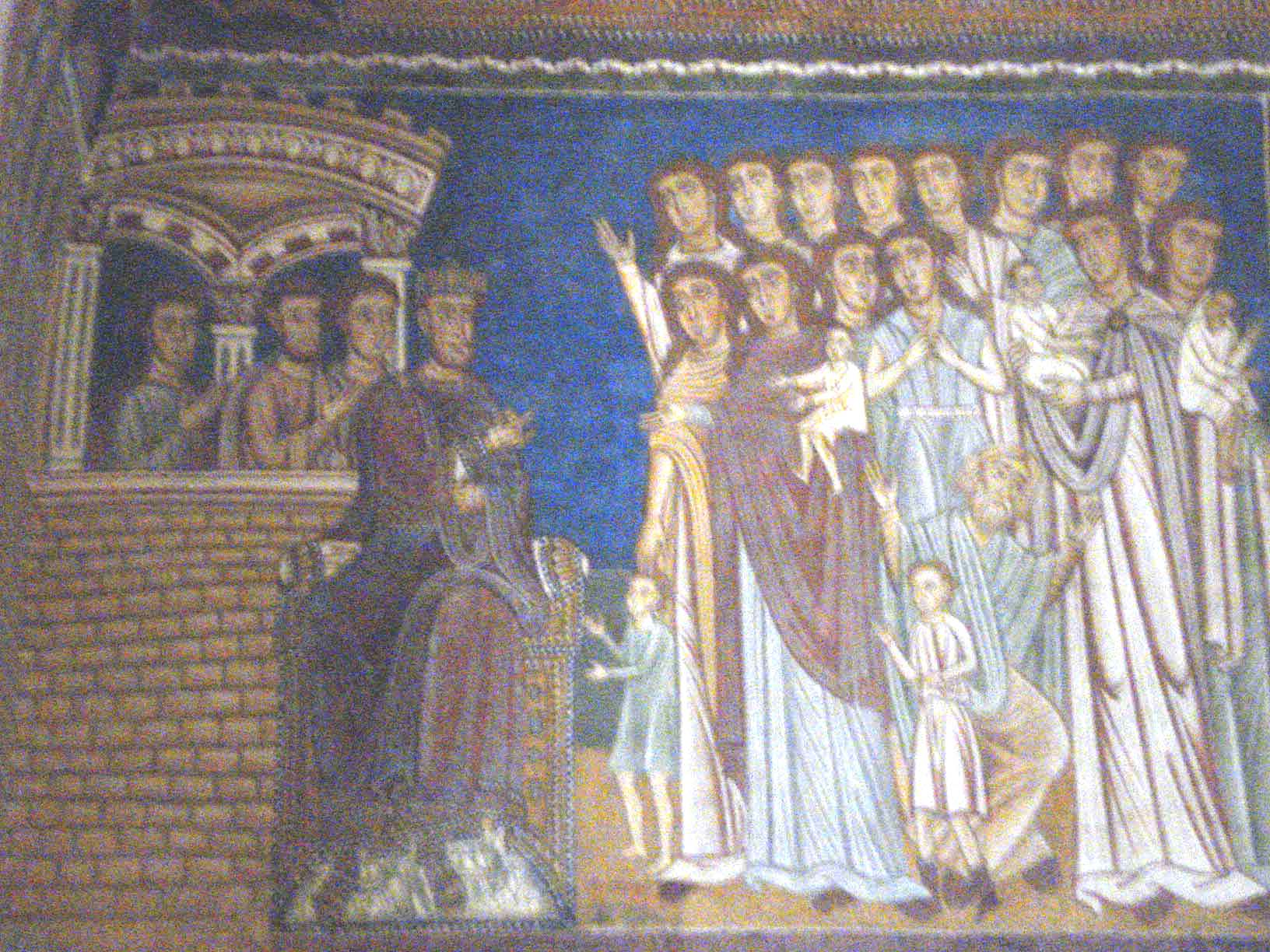
Константин и женщины-христианки
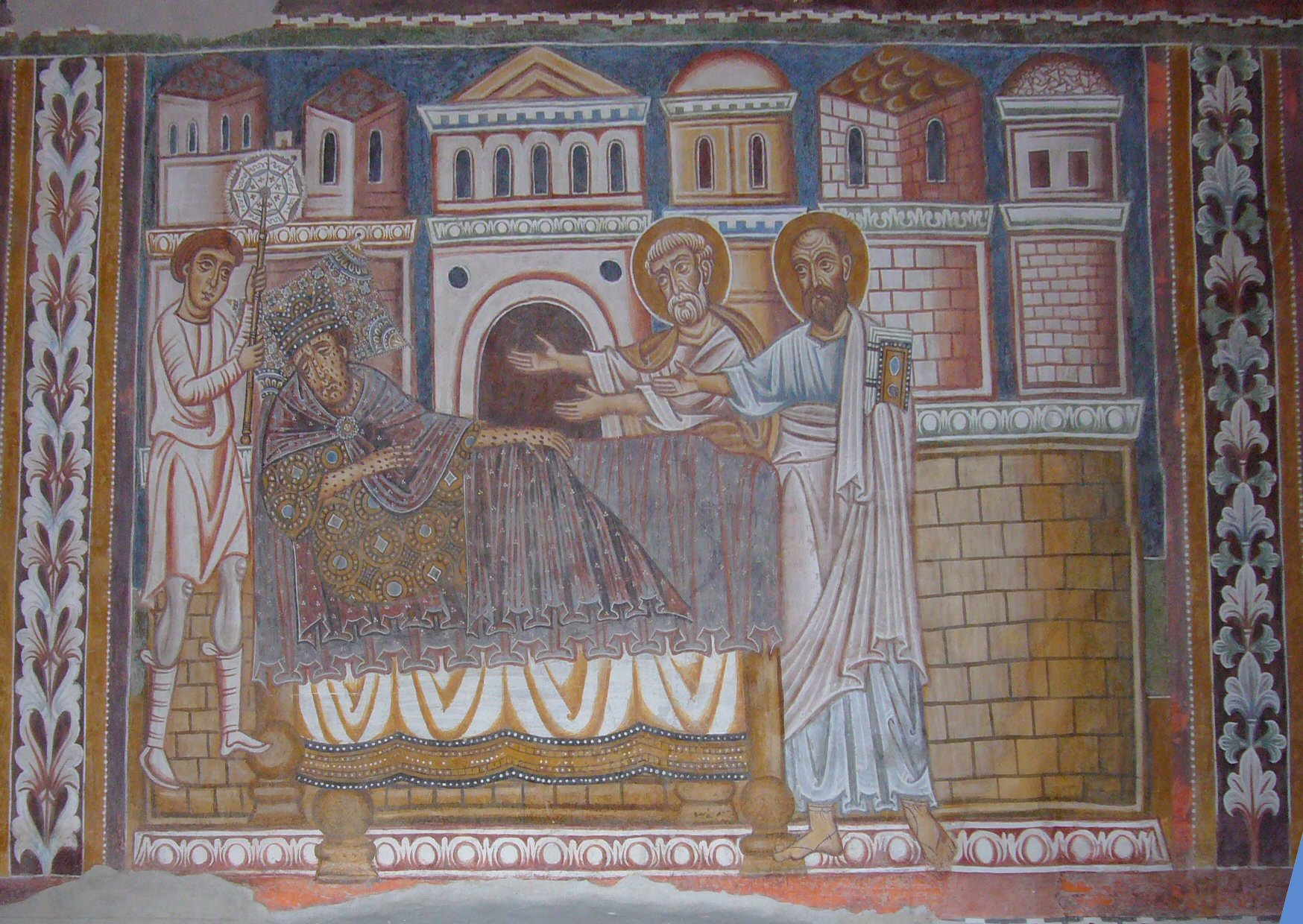
Константину во сне являются апостолы Пётр и Павел
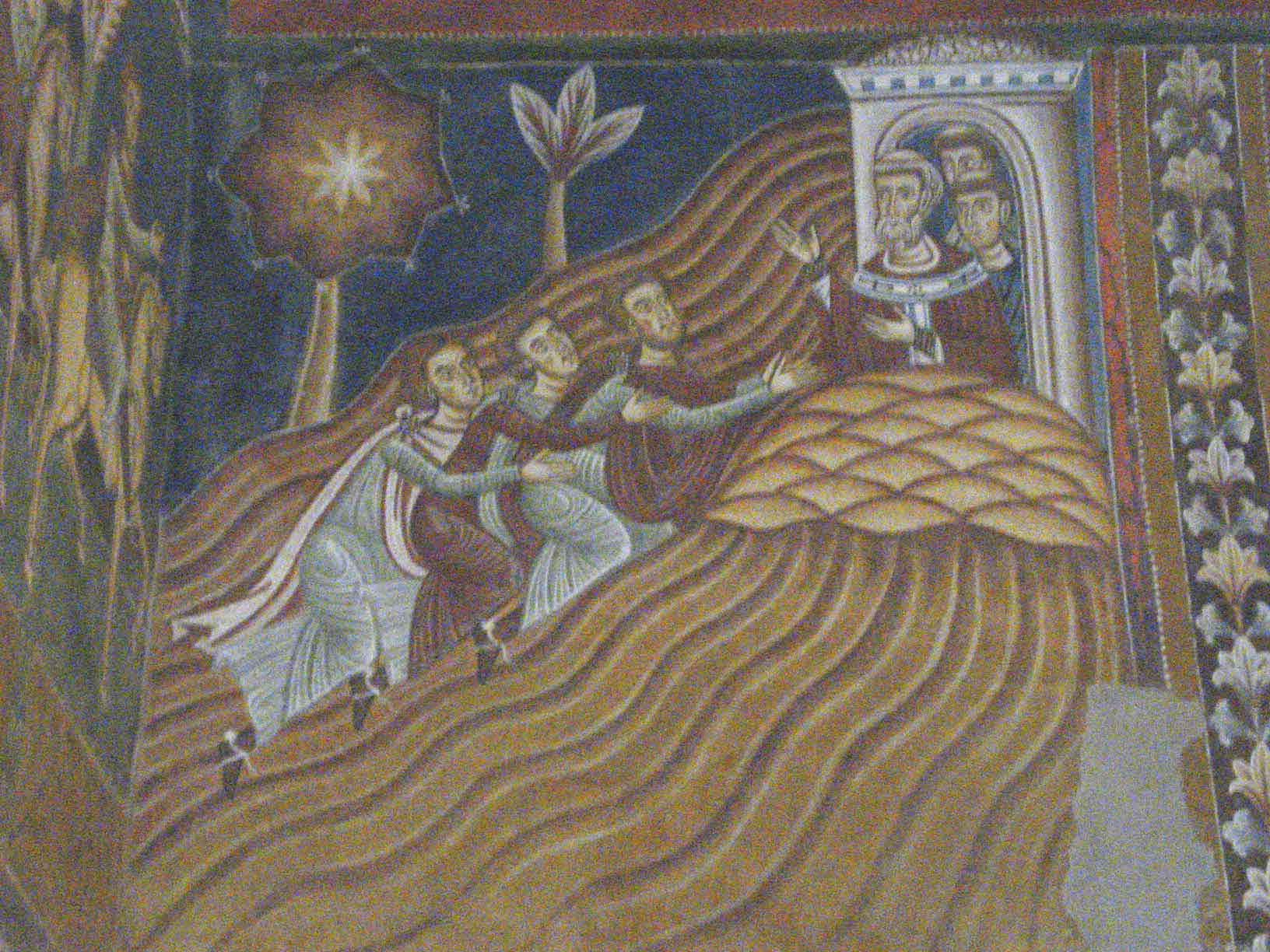
Сильвестр принимает посланников Константина

- Северная (левая) стена:
  - Покинувший Рим во время гонений Сильвестр принимает посланников на горе Соракте.
  - Сильвестр прибывает к лежащему на смертном одре Константину и показываем ему образы апостолов Петра и Павла. Константин узнаёт в них двух участников своего ночного видения.
  - Константин принимает крещение погружением от папы Сильвестра.
  - Исцелённый император, с обнажённой головой и облаченный в парадные одежды, выходит из городских ворот навстречу папе, ведя под уздцы белого жеребца. Сидящий на троне Сильвестр благословляет императора и принимает от последнего тиару и umbraculum — церемониальный зонтик с красными и золотыми полосами.
  - Папа Сильвестр в тиаре и под зонтиком въезжает в Рим на белом жеребце. Император в короне и парадных одеждах идет перед Сильвестром, держа под уздцы папского коня.

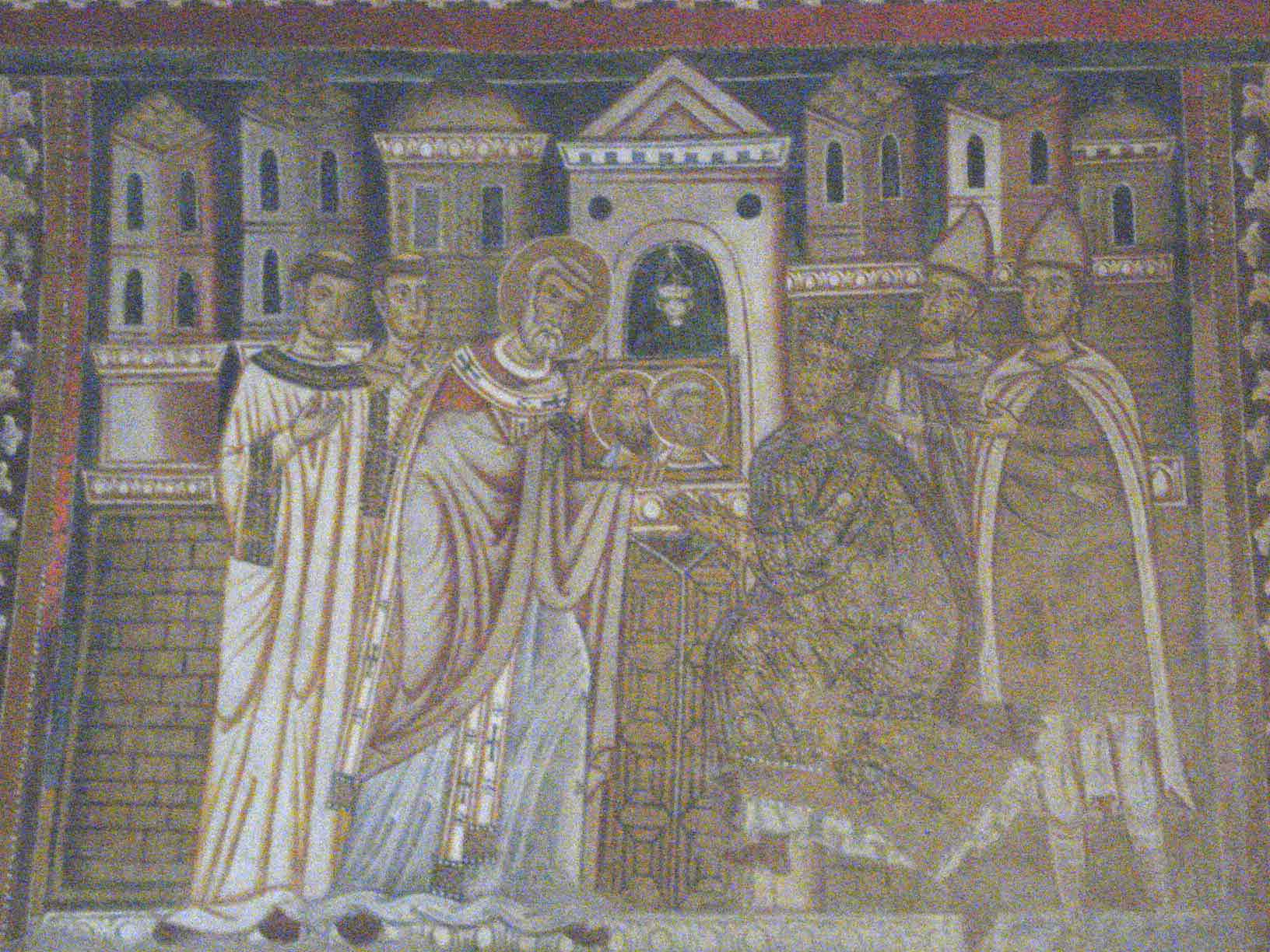
Сильвестр показывает Константину образы апостолов Петра и Павла
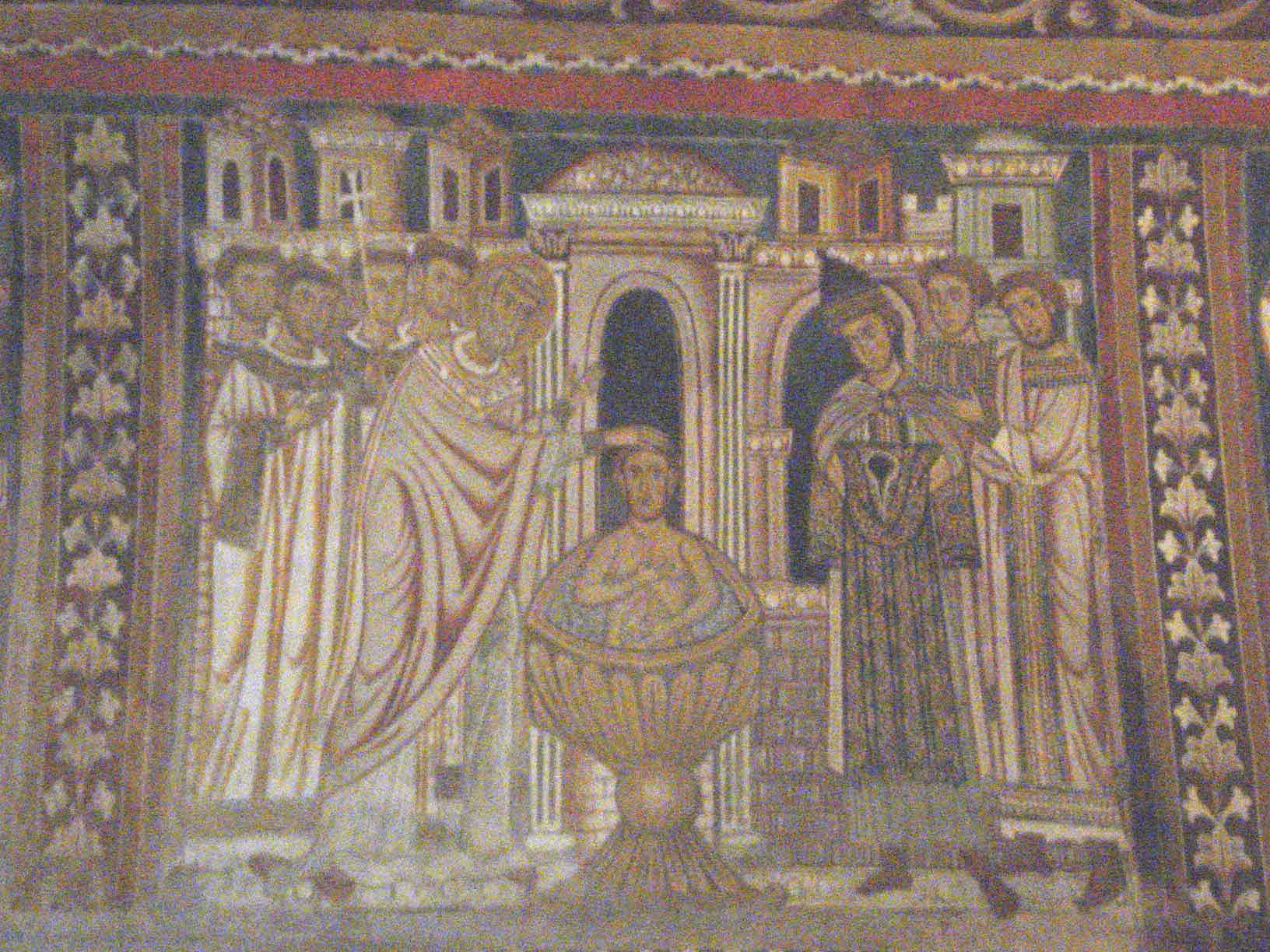
Крещение Константина
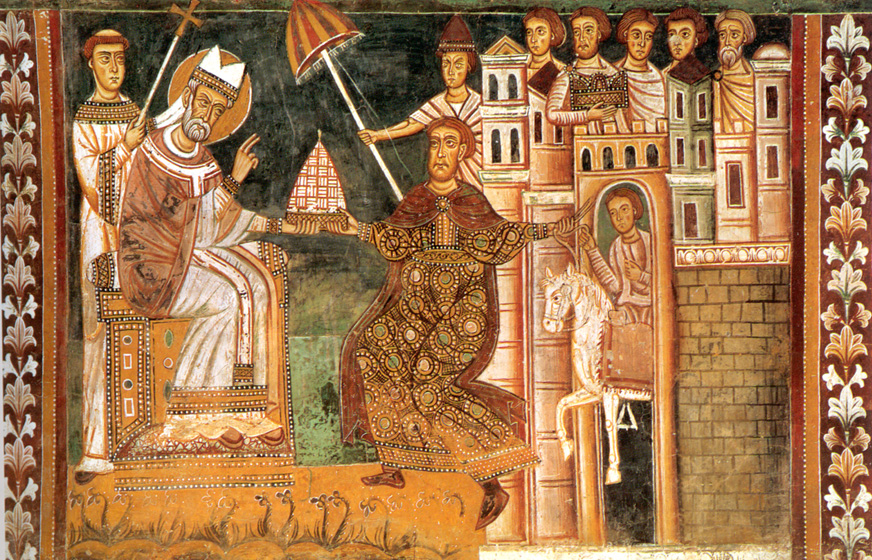
Константин преподносит Сильвестру тиару и umbraculum
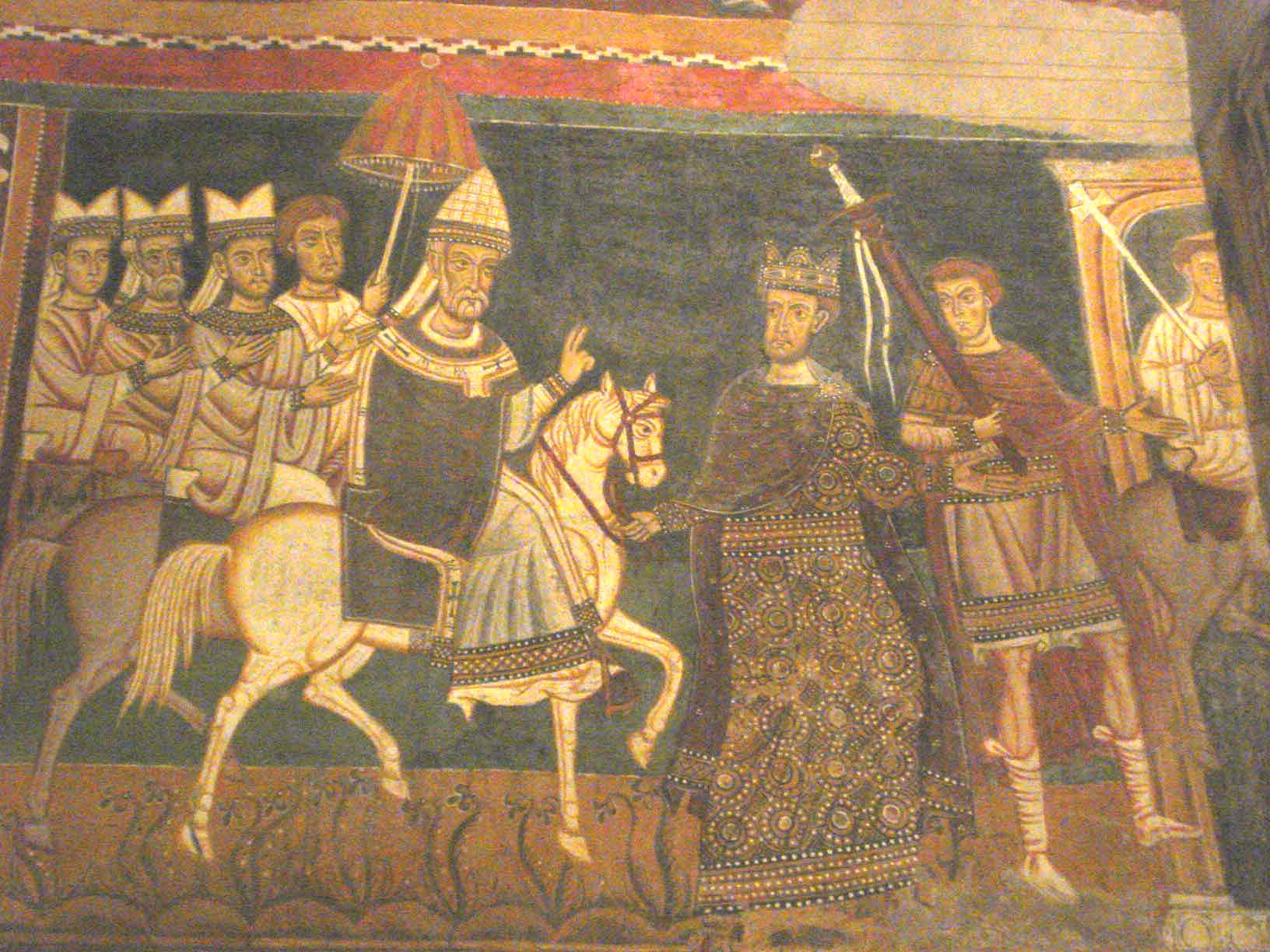
Торжественный въезд Сильвестра в Рим

- Южная (правая) стена:
  - Диспут папы и раввина Замврия. Раввин одним словом убивает дикого быка, а папа своей молитвой оживляет зверя. В числе почитателей Замврия изображена святая Елена, уже монотеистка, но ещё не христианка.
  - Елена обретает в Иерусалиме Животворящий крест (сцена включалась в житие Сильвестра, хотя сам папа здесь не изображён).
  - Сильвестр переносит Крест в Рим (фреска очень повреждена)

В люнете над входом (западная стена, над историей Константинова дара) представлена сцена Второго пришествия. Христос восседает на троне, в Его левой руке крест, под правой — орудия Страстей: терновый венец, гвозди и губка с уксусом. Справа Христу предстоят Богородица и шесть апостолов во главе с Павлом, слева — Иоанн Креститель и другие шесть апостолов с Петром. В тёмном небе парят два ангела: левый трубит, а правый держит в руках свиток с изображением затемнённого солнца и звёзд.

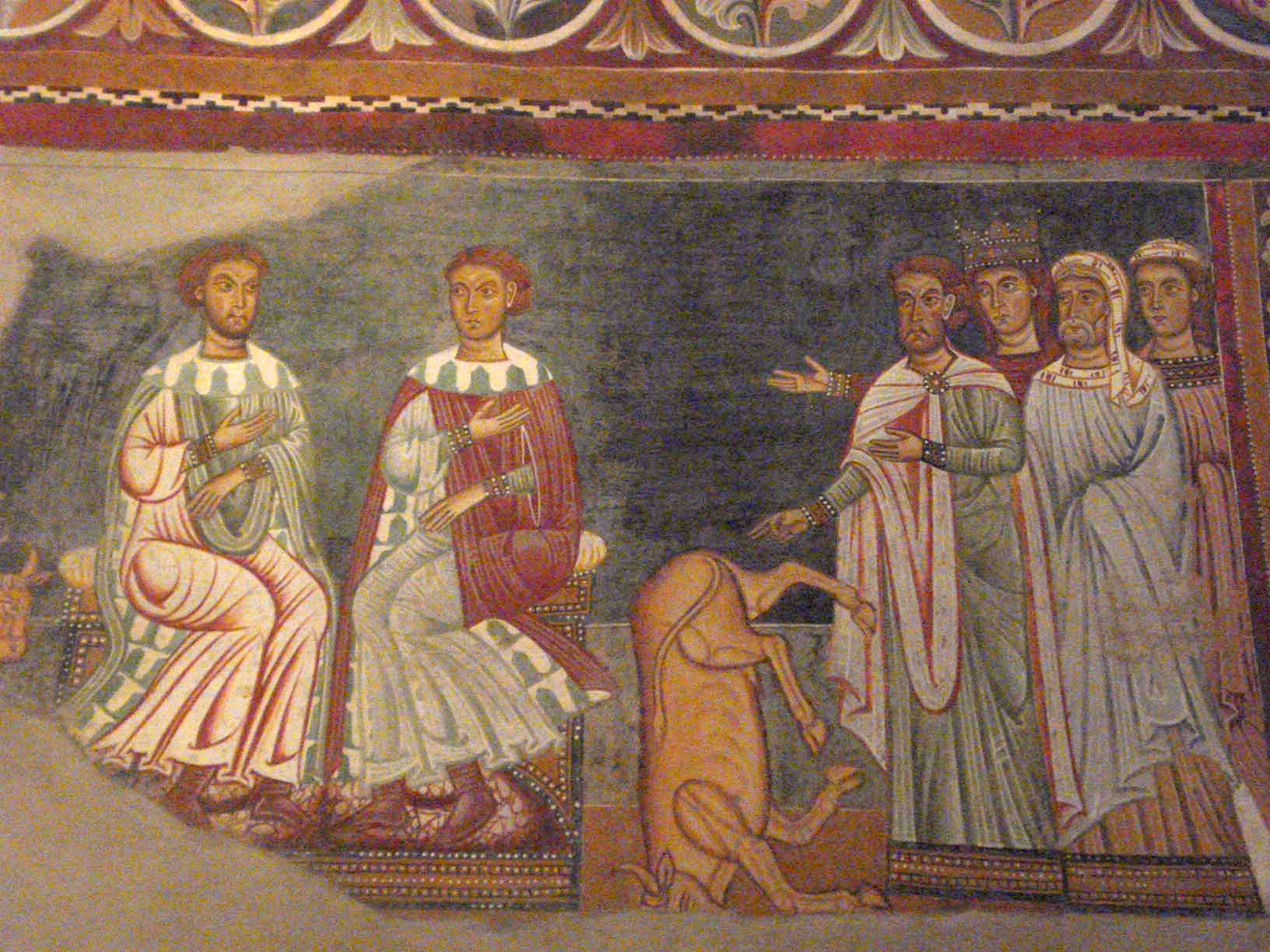
Диспут Сильвестра и раввина Замврия
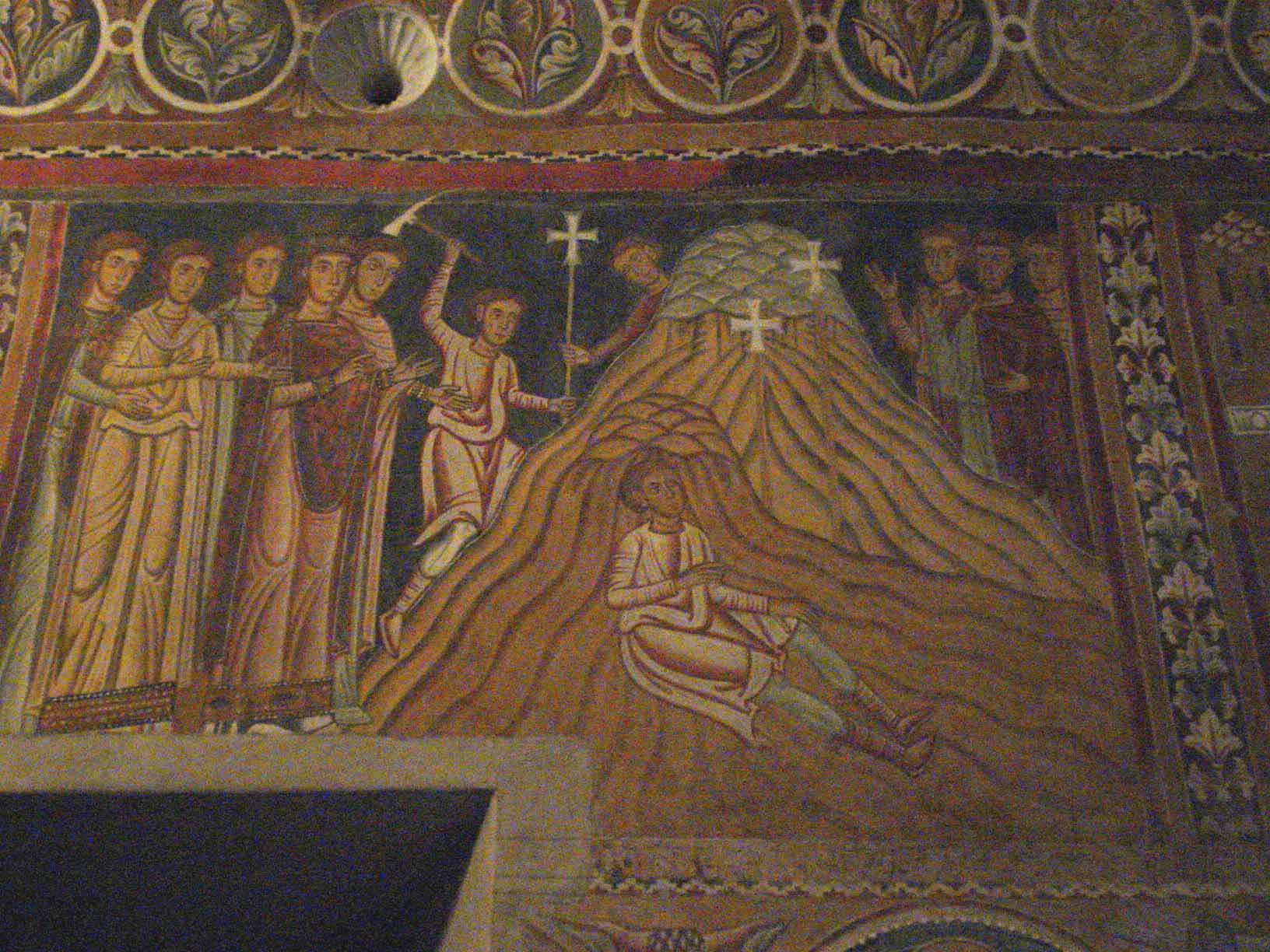
Воздвижение Креста Господня
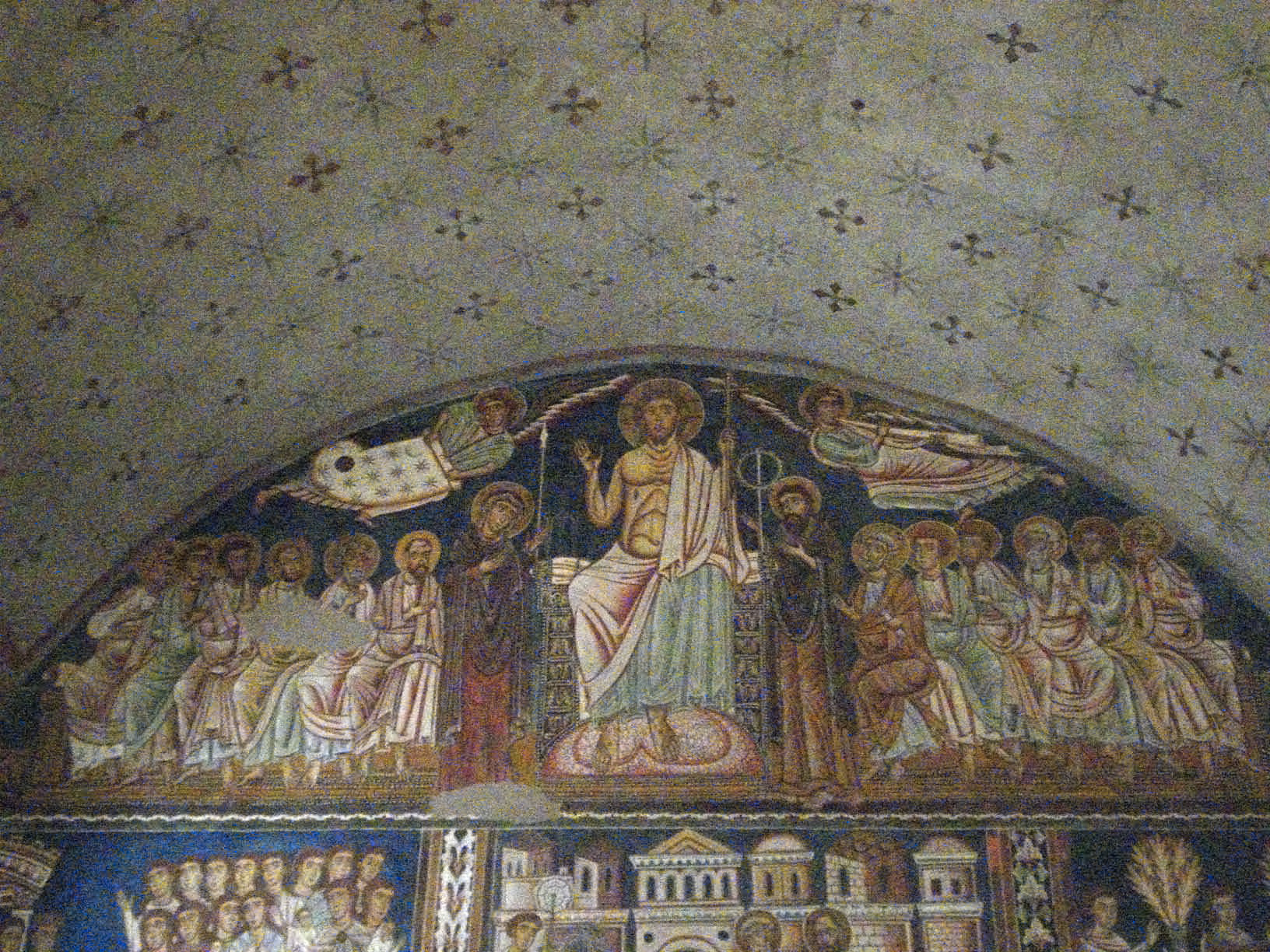
Второе пришествие Христово